# لويس إدواردو غونزاليس
لويس إدواردو غونزاليس (بالإسبانية: Luis Eduardo González) هو كاتب وأستاذ جامعي أوروغواياني، ولد في 28 أكتوبر 1945 في مونتفيدو في الأوروغواي، وتوفي بنفس المكان في 10 سبتمبر 2016 بسبب سرطان.